# Мимбрес (река)
Ми́мбрес, или Мимбрс (англ. Mimbres), — пересыхающая река, протекающая на юго-западе штата Нью-Мексико, США. Сведения о длине реки в различных источниках существенно отличаются: 51,5 км (32 мили), 40 км (25 миль); в период наводнений воды реки могут достигать границы с Мексикой. Бассейн реки отличается относительно большим биоразнообразием. Долина реки является подрегионом области распространения культуры Могольон (период с 200 по 1000 год н. э.).
Использование воды из реки Мимбрес с 1970 года является предметом судебных споров между статистически обособленной местностью Сан-Лоренсо в лице San Lorenzo Community Ditch Association и различными юридическими и физическими лицами, претендующими на право отведения поверхностных вод реки.

## География
Истоки Мимбреса образуются вследствие таяния снегов на вершинах хребта Блэк-Рейндж, расположенного на юго-западе пустыни Альдо-Леопольд в округе Грант. Река впадает в Бассейн Гузмана, небольшую бессточную область к востоку от Деминга в округе Луна.

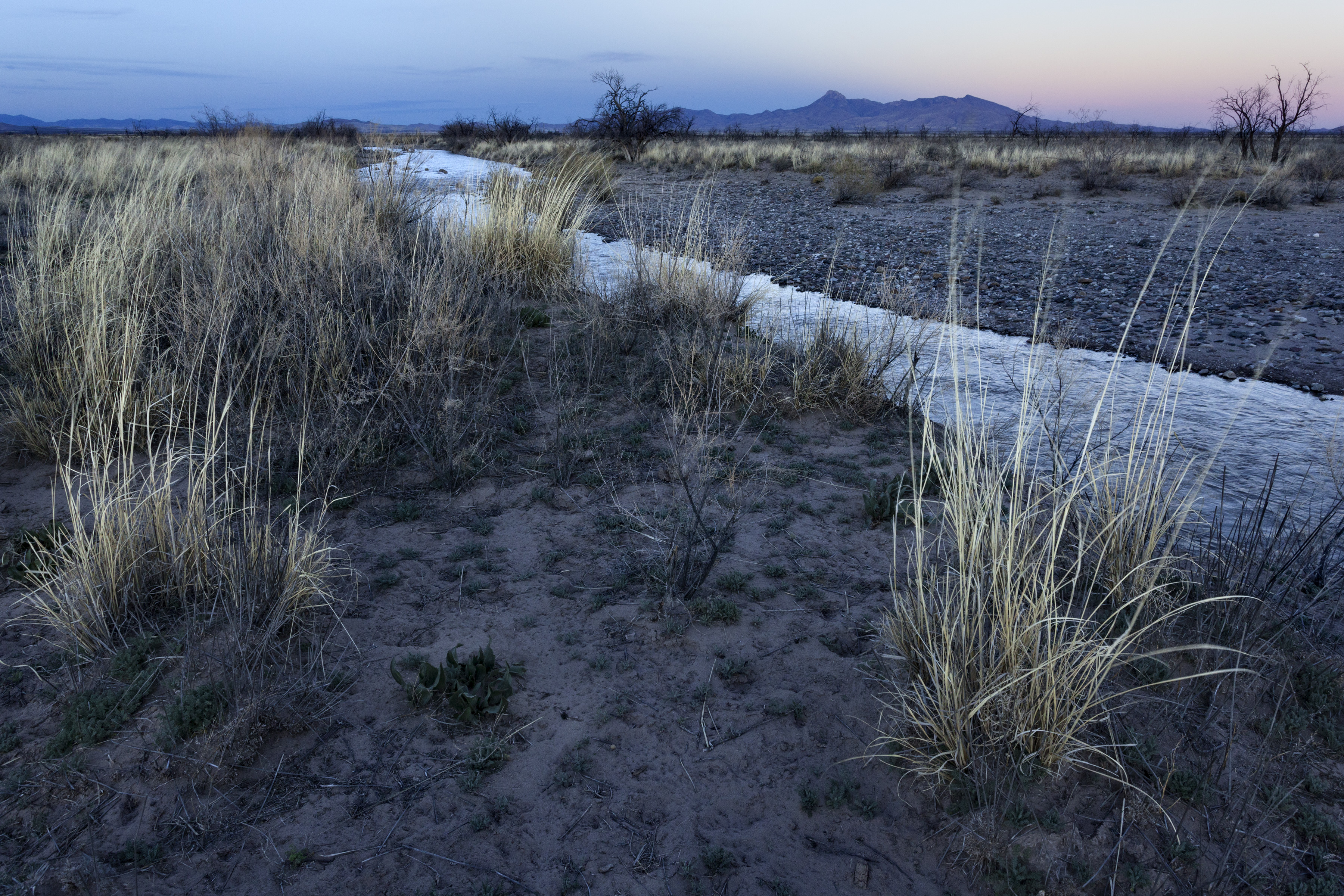
Река Мимбрес в округе Луна

Водораздел нагорья находится в ведении Лесной службы США, а земля в долине Мимбрес — в основном в частной собственности. Река в своём верхнем течении полноводна весь год. Течёт на юг от Блэк-Рейндж, поверхностный сток реки рассеивается в пустыне к северу от Деминга, но русло реки и ливневые стоки продолжаются на восток, при этом постоянный сток остаётся под землёй. Бассейн реки Мимбрес является бессточным и имеет площадь около 13 300 км² (5140 миль²), немного затрагивая северную часть мексиканского штата Чиуауа.
Раньше в долине реки было довольно много родников, однако после того, как европейцы начали заниматься здесь сельским хозяйством, в том числе бурить скважины, уровень грунтовых вод существенно понизился и сейчас родников почти не осталось. Забор воды продолжает увеличиваться, из-за этого происходит дальнейшее понижения уровня грунтовых вод.

## Экология
Бассейн реки Мимбрес отличается относительно большим биоразнообразием, при этом вопросы охраны и сохранения природы вызывает серьёзную озабоченность экологов. Здесь обитают 37 видов животных (с учётом ракообразных, но без учёта других членистоногих; среди этих 37 видов — рыбы, птицы, млекопитающие, земноводные, пресмыкающиеся и моллюски), из них 18 видов (49 %) классифицируются и на федеральном уровне, и на уровне штата как находящиеся под угрозой вымирания и имеют охранные статусы «уязвимых», «находящихся под угрозой (вымирающих)» либо «находящихся в критической опасности (на грани полного исчезновения)». Кроме того, 13 видов животных классифицируются как находящиеся под угрозой вымирания на уровне штата Нью-Мексико.
Обеспокоенность экологов также вызывают наблюдаемые в бассейне реки Мимбрес заносные и инвазивные виды растений и животных. Ещё одной экологической проблемой является доступ к источникам воды домашнего скота, в результате чего происходит загрязнения этих источников фекалиями.
Прибрежная растительность в прошлом в значительной степени страдала от выпаса домашнего скота, что нередко приводило к береговой эрозии, однако позже, по мере совершенствования методики выпаса, прибрежная растительность стала восстанавливаться.
Учёные отмечают, что защита природы в бассейне реки осложнена в том числе по причине того, что многие вопросы остаются неисследованными: в частности, неизвестны подземные источники, подпитывающие реку.

## История

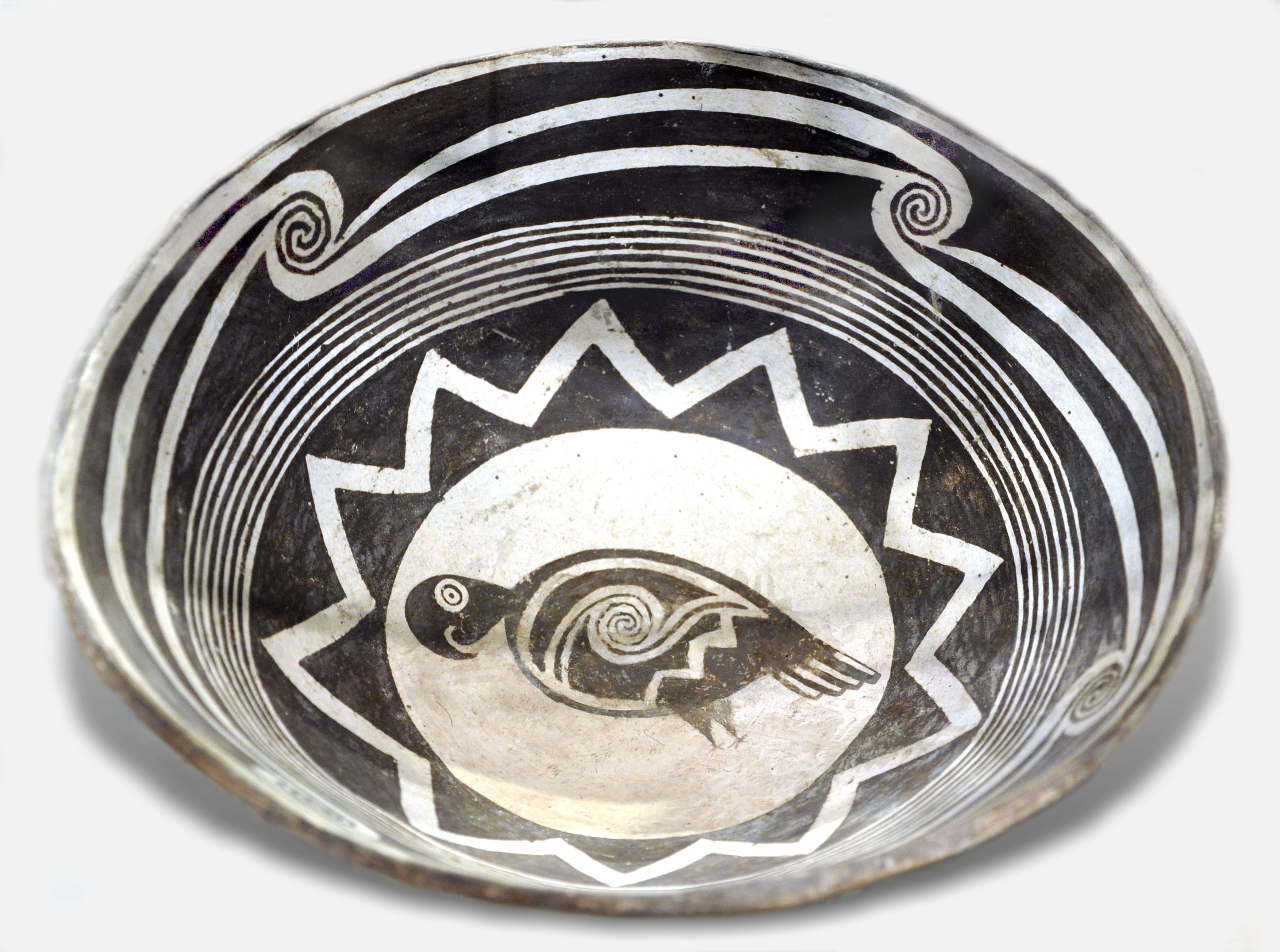
Керамика Мимбрес

Термин «Мимбрес» может, в зависимости от контекста, обозначать подрегион области распространения культуры Могольон, или же период времени, «классическую стадию Мимбрес». Область распространения культуры Мимбрес включала долину Мимбрес, верховья реки Хила и часть верховий реки Сан-Франсиско на юго-западе штата Нью-Мексико и юго-востоке Аризоны. Культура развивалась примерно с 200 по 1000 год н. э. В это время увеличилось использование керамики, и на всей территории Могольон-Маунтинс возросла зависимость от сельского хозяйства, а, значит, от орошения, осуществлявшегося за счёт постоянного и ливневого стоков реки Мимбрес. Стиль Мимбрес был столь характерным и своеобразным, что до недавнего времени археологи отождествляли его исчезновение примерно в 1130—1150 году н. э. с «исчезновением» самих создателей этой керамики. Более поздние исследования показали, что хотя существенное снижение численности населения долины Мимбрес действительно имело место в этот период, однако часть населения осталась, а керамика стала больше напоминать изделия соседних народов, но в то же время стала распространяться и среди соседей.
4 декабря 1860 года на западном берегу реке Мимбрес произошла так называемая Битва на реке Мимбрес — сражение периода Апачских войн между отрядом американских ополченцев во главе с Джеймсом Генри Тевисом и чирикауа-апачами во главе с Мангасом Колорадасом.